# Qualificazioni al campionato europeo maschile di calcio 1980 - Gruppo 3

## Classifica
| Pos | Squadra    | Pti | G | V | N | P | GF | GS | DR  |
| --- | ---------- | --- | - | - | - | - | -- | -- | --- |
| 1   | Spagna     | 9   | 6 | 4 | 1 | 1 | 13 | 5  | +8  |
| 2   | Jugoslavia | 8   | 6 | 4 | 0 | 2 | 14 | 6  | +8  |
| 3   | Romania    | 6   | 6 | 2 | 2 | 2 | 9  | 8  | +1  |
| 4   | Cipro      | 1   | 6 | 0 | 1 | 5 | 2  | 19 | -17 |

## Risultati
| Data             | Luogo              | Squadra 1  | Risultato | Squadra 2  |
| ---------------- | ------------------ | ---------- | --------- | ---------- |
| 4 ottobre 1978   | Zagabria           | Jugoslavia | 1 - 2     | Spagna     |
| 25 ottobre 1978  | Bucarest           | Romania    | 3 - 2     | Jugoslavia |
| 15 novembre 1978 | Valencia           | Spagna     | 1 - 0     | Romania    |
| 13 dicembre 1978 | Salamanca          | Spagna     | 5 - 0     | Cipro      |
| 1º aprile 1979   | Nicosia            | Cipro      | 0 - 3     | Jugoslavia |
| 4 aprile 1979    | Craiova            | Romania    | 2 - 2     | Spagna     |
| 13 maggio 1979   | Limassol           | Cipro      | 1 - 1     | Romania    |
| 10 ottobre 1979  | Valencia           | Spagna     | 0 - 1     | Jugoslavia |
| 31 ottobre 1979  | Kosovska Mitrovica | Jugoslavia | 2 - 1     | Romania    |
| 14 novembre 1979 | Novi Sad           | Jugoslavia | 5 - 0     | Cipro      |
| 18 novembre 1979 | Bucarest           | Romania    | 2 - 0     | Cipro      |
| 9 dicembre 1979  | Limassol           | Cipro      | 1 - 3     | Spagna     |